# Otto de Dardel
Pour les articles homonymes, voir Dardel.
Otto de Dardel, né le 6 mars 1864 à Saint-Blaise et décédé le 30 novembre 1927 à Neuchâtel, est un journaliste et homme politique suisse, membre du Parti libéral suisse.

## Biographie
Otto de Dardel est né le 6 mars 1864 à Saint-Blaise, dans le canton de Neuchâtel. Il est le fils de l'agronome Louis-Alexandre de Dardel et de Cécile de Perregaux. Il étudie les lettres aux universités de Neuchâtel, Berlin et Paris. Journaliste, il est rédacteur en chef de La Suisse libérale de 1894 à 1906. Cette année-là, il fonde un nouveau journal, La Séparation, soutenant la séparation de l'Église et de l'État. Ce journal disparaît toutefois déjà en 1907. Il est également président de l'Association des journalistes neuchâtelois.
Membre du Parti libéral suisse, il siège au Conseil général (législatif) de Saint-Blaise de 1897 à 1915, puis préside le Conseil communal (exécutif) jusqu'en 1927. Parallèlement, il est député au Grand Conseil du canton de Neuchâtel à deux reprises, d'abord de 1898 à 1906 puis de 1915 à 1927 et Conseiller national de 1979 à 1927. Il s'oppose aux idées maurrassiennes qui obtiennent un certain soutien dans son parti.
Enfin, de 1898 à 1922, il est membre du synode de l'Église indépendante neuchâteloise.